# Fairview (Ohio)

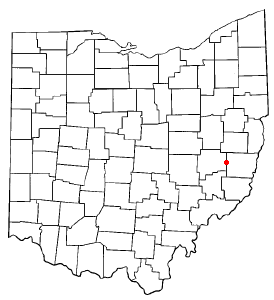
Fairview na planie stanu Ohio

Fairview – wieś w USA, Hrabstwo Belmont w stanie Ohio.
W roku 2010, 20,5% mieszkańców było w wieku poniżej 18 lat, 14,3% było w wieku od 18 do 24 lat, 16,8% było od 25 do 44 lat, 31,3% było od 45 do 64 lat, a 16,9% było w wieku 65 lat lub starszych. We wsi było 56,6% mężczyzn i 43,4% kobiety.
Liczba mieszkańców w 2010 roku wynosiła 83.